# Centropages aucklandicus
Centropages aucklandicus är en kräftdjursart som beskrevs av Krämer 1895. Centropages aucklandicus ingår i släktet Centropages och familjen Centropagidae. Inga underarter finns listade i Catalogue of Life.